# Raíssa Tayná
Raíssa Tayná Vieira do Amaral (Belo Horizonte, 2 de março de 1991) é uma jogadora de futebol brasileira que atua como goleira. Atualmente, atua pela Ferroviária.

## Carreira
Seu pai quase foi atleta profissional, zagueiro, mas largou tudo para viver com a família. Iniciou no futebol aos 7 anos, jogando com meninos e meninas.
Raíssa iniciou a carreira profissional no Atlético Mineiro, em 2011, onde permaneceu até 2013, quando o projeto do time feminino foi interrompido.
Pelo Rio Preto, venceu o campeonato estadual e brasileiro. Em 2016, a jogadora recebeu o prêmio de melhor goleira do Campeonato Paulista.
Ainda em 2019, ela vestiu a camisa do Minas Icesp, onde disputou parte do Campeonato Brasileiro A1.
Em 2020, foi contratada pelo Grêmio. Ingressou na equipe na estreia do Brasileiro A1, marcando o retorno do Tricolor à elite da modalidade no Brasil. Destaque no Campeonato Brasileiro, ao todo, atuou em 16 partidas na competição. Ao final do ano, teve seu contrato renovado.
Em 2022, acertou seu retorno ao Atlético Mineiro.
Para a temporada 2024, acertou com a Ferroviária, com contrato até dezembro de 2025.

### Títulos
Atlético Mineiro
- Campeonato Mineiro: 2011 e 2012

Rio Preto
- Campeonato Brasileiro: 2015

- Campeonato Paulista: 2016 e 2017

Kiryat Gat
- Liga Israelense: 2016–17 e 2017–18

Individuais
- Melhor Goleira: Campeonato Paulista (2016)